# Godefroid Ier de Basse-Lotharingie
 (juin 2019).
Si vous disposez d'ouvrages ou d'articles de référence ou si vous connaissez des sites web de qualité traitant du thème abordé ici, merci de compléter l'article en donnant les références utiles à sa vérifiabilité et en les liant à la section « Notes et références ».
Godefroid I er de Basse-Lotharingie, qui est aussi Godefroid II de Verdun, né vers 965 et mort en 1023, fut comte de Verdun (Godefroy II, 1002 - 1012), puis duc de Basse-Lotharingie (Godefroy II, 1012 - 1023).
Il était le fils aîné de Godefroy Ier le captif, comte de Verdun, et de Mathilde de Saxe.

## Biographie
Il succéda à son père à Verdun. En 1012, à la mort d'Otton, duc de Basse-Lotharingie, l'empereur Henri II le Saint le nomma à la tête de ce duché sur la recommandation de l'évêque de Cambrai Gerhard Ier. Ce choix était aussi conduit par diverses considérations : il s'agissait de renforcer la frontière occidentale du Saint-Empire face au royaume de France, tout en pacifiant le duché. Godefroy, originaire de la Haute-Lotharingie, n'avait pas pris part aux luttes de l'aristocratie de la Basse-Lotharingie et s'était toujours montré un fidèle des empereurs ottoniens. Il bénéficiait en outre du soutien de ses frères Gothelon, marquis d'Anvers, et d'Hermann, marquis d'Ename.
Il confia le comté de Verdun en 1012 à son frère Frédéric. Sa nomination en Basse-Lotharingie suscita des jalousies, et il dut combattre Lambert Ier comte de Louvain, beau-frère de l'ancien duc, et Régnier V, comte de Mons, neveu de Lambert. Godefroy les battit à Florennes le 12 septembre 1015 : Lambert fut tué, et Régnier dut faire la paix, épouser Mathilde, une nièce de Godefroy, et reçut en dot le Comté de Hainaut. 
Il dut ensuite combattre le comte de Metz Gérard et lui infligea le 27 août 1017 une défaite, malgré une infériorité numérique. L'année suivante, à la suite de la diète de Nimègue, l'empereur Henri II le chargea de châtier le comte félon Thierry III, mais il fut vaincu à la bataille de Vlaardingen, fait prisonnier puis bientôt libéré. Godefroy mourut sans enfant en 1023, et son plus jeune frère Gothelon Ier lui succéda.